# باتريك ري
باتريك ري (من مواليد 15 مارس 1959)، لاعب كرة قدم فرنسي محترف سابق لعب كجناح أيسر. لعب في مسيرته بشكل خاص مع أندية ليل، مونبلييه، أنجيه، غرونوبل، وغويونيون في الدوري الفرنسي والدوري الفرنسي الدرجة الثانية.

## روابط خارجية
- باتريك ري على موقع قاعدة بيانات كرة القدم.إي يو (الإنجليزية)